# Беляковське плато
Беляковське плато (болг. Беляковско плато) — це плато в Північній Болгарії, Середніх Передбалкан, Великотирновської області, частина Тирновської височини.
Беляковське плато тягнеться до західної частини Турновськиої височини, на захід від Турновської ущелини річки Янтри. Його східні схили виходять на долину Янтри, а північні — до долини річки Росиці. Схили круті, десь вертикальні, увінчані гірськими піками. На південь до долини річки Янтра його схили не настільки круті, і забудовані великою частиною нових кварталів Велико-Тирново. На заході плато схиляється до горбистої західної частини Тирновської височини. По його північному підніжжіі проходить кордон між Середньою Дунайською рівниною і Середнім Передбалканом.
Його довжина з півночі на південь становить 7-8 км, а ширина — до 4 км. Найвища точка (408,9 м) розташована в її середній частині, в 400 м на схід від села Беляковець. Середня його висота 300—400 м і нахилена на південний захід. Складений з тонкошарових, злегка зігнутих нижньої крейди з карстовими формами (печери, карри). Його схили частково зарослі дубово-грабовими лісами, а на його хребті є пасовища і рілля.
Посередині плато знаходиться село Беляковець, а на його периферії — Велико-Тирново (на півдні) і Самоводене (на півночі).
У східних передгір'ях, розташована ділянка 9,3 км від селища Самоводене до Велико-Тирново першокласної національної дороги I-5 державних доріг Русе-Стара Загора-КПП «Маказа»
На його східних передгір'ях знаходиться Преображенський монастир.

## Топографічна карта
- Аркуш карти K-35-28.